# NGC 4719
NGC 4719 é uma galáxia espiral barrada (SBb) localizada na direcção da constelação de Canes Venatici. Possui uma declinação de +33° 09' 33" e uma ascensão recta de 12 horas, 50 minutos e 08,6 segundos.
A galáxia NGC 4719 foi descoberta em 3 de Maio de 1785 por William Herschel.